# Martin Dědic
Martin Dědic je český manažer, lobbista a podnikatel známý těsnými kontakty na vysoce postavené politiky v Moravskoslezském kraji.

## Odsouzení za korupci
V březnu 2014 byl spolu s dalšími sedmi lidmi obviněn z korupčních praktik týkajících se městských zakázek v Ostravě. Podle žalobce Víta Koupila měl dostat od spřízněných firem úplatek přes 30 milionů korun, přičemž trestní stíhání souvisí s ostravským dopravním podnikem a Městskou nemocnicí. Dědicovi hrozilo až 12 let vězení. Podle policejního vyšetřování firmy poslaly peníze na účet společnosti Business Advisor, jejíž jedinou zaměstnankyní byla manželka hejtmana Moravskoslezského kraje Miroslava Nováka Martina Nováková, které společnost vyplatila na mzdě téměř 600 tisíc korun.
V říjnu 2021 byl Dědic Krajským soudem v Ostravě odsouzen na 8 let odnětí svobody za manipulaci s veřejnými zakázkami ostravského magistrátu. Spolu s ním bylo v této kauze odsouzeno ještě dalších pět lidí.